# Ясеновка (Житомирская область)
Ясеновка (укр. Ясенівка) — село на Украине, находится в Пулинском районе Житомирской области.
Код КОАТУУ — 1825485703. Население по переписи 2001 года составляет 216 человек. Почтовый индекс — 12012. Телефонный код — 4131. Занимает площадь 1,303 км².

## Адрес местного совета
12001 Житомирская область, Пулинский р-н, пгт. Пулины

## Адрес старостинского округа
12012, Житомирская область, Пулинский р-н, с. Пулино-Гута, ул. Комсомольская, 1
Окружной староста: Буковенко Татьяна Дмитриевна